# کارزار دریای بالتیک (۱۹۴۵–۱۹۳۹)
لشکرکشی دریای بالتیک (انگلیسی: Baltic Sea campaigns) توسط نیروهای محور و نیروهای دریایی متفقین در دریای بالتیک، مناطق ساحلی آن و خلیج فنلاند در طول جنگ جهانی دوم انجام شد. پس از نبردهای اولیه بین نیروهای لهستانی و آلمانی، جنگجویان اصلی آلمان و فنلاند بودند که با مخالفت اتحاد جماهیر شوروی روبرو شدند. نیروی دریایی و ناوگان تجاری سوئد نقش مهمی ایفا کردند و  نیروی دریایی پادشاهی بریتانیا عملیات کاترین را برای کنترل دریای بالتیک و نقطه انسداد آن در دریای شمال برنامه‌ریزی کرد.